# Un sussurro nel buio
Un sussurro nel buio è un film drammatico del 1976 diretto da Marcello Aliprandi.

## Trama
In una villa della campagna veneta vive il piccolo Martino coi genitori Alex e Camilla, le sorelline Matilde e Milena e la governante Françoise: una famiglia felice se, a turbarne l'armonia, non ci fosse Luca, bambino immaginario, migliore amico di Martino, il solo a vederlo e a parlargli. Convinti che Luca sia un innocente frutto della fantasia di Martino, i genitori assecondano per un po' il gioco del figlio: alcuni fatti inquietanti però, forse spiegabili con qualche sua facoltà paranormale, l'inducono a consultare uno psichiatra che, negando naturalmente l'esistenza di Luca, arriva e s'insedia nella villa. Qualche giorno dopo, i suoi abitanti lo ritrovano fulminato nel bagno: un filo elettrico scoperto, dirà la polizia avvalorando una compiacente testimonianza di Françoise. Ma la nonna di Martino dubita che le cose stiano così, e l'accusa d'omicidio; ne dubita anche la madre, ormai convinta dell'esistenza di Luca, tanto da implorarlo d'andarsene via.